# Tanabe Sadayoshi
Tanabe Sadayoshi (jap. 田辺 定義; * 20. Oktober 1888 in Kio; † 18. Januar 2000 in Kawasaki) war ein japanischer Bibliograph.

## Leben
Bekanntheit über die Grenzen Japans hinaus erlangte er insbesondere durch die Förderung der Japanologie in den Vereinigten Staaten. Mit der University of Michigan startete er ein Austauschprogramm, an deren Center for Japanese Studies in Okayama fungierte Tanabe als Berater. Tanabe war Direktor des „Tokyo Institute of Municipal Research“.
Nach dem Tod seines Landsmannes Denzo Ishisaki – das Alter des Spaniers Antonio Urrea-Hernandez wurde erst 2005 bestätigt – galt er mit 110 Jahren als ältester lebender Mann der Welt. Ebenfalls Anspruch auf diesen Titel erhob der US-Amerikaner John Painter, der einen Monat vor ihm geboren wurde. Da zwischen einigen Geburtsnachweisen Unstimmigkeiten existieren, wird er allerdings nicht uneingeschränkt anerkannt.